# Przyjaźń na zawsze
Przyjaźń na zawsze (hindi: दोस्ती, urdu: دوستی, Dosti: Friends Forever) – indyjski dramat miłosny z 2005, wyreżyserowany przez Suneela Darshana, autora Więzów miłości i Deszczu. W rolach głównych Akshay Kumar, Bobby Deol, Lara Dutta i Kareena Kapoor.

## Fabuła
Karan wzrasta bez miłości rodziców. Zajęty biznesem ojciec, oganiająca się od niego podekscytowana przyjęciami i plotkami matka, hołubiona przez rodziców siostrzyczka. Samotność jest najczęstszym jego uczuciem, dopóki pewnego dnia nie spotyka Raja Malhotry. Bogaty Karan ma wszystko i przepełnia go pustka. Bity przez wujka, śpiący byle gdzie Raj nie ma niczego, ale serce jego pełne jest wiary w ludzi, w siebie, w życie. Już na samym początku ich znajomości występuje w roli wybawiciela. Ratuje Karana od upadku w przepaść. To początek wielkiej przyjaźni między nimi, z trudem tolerowanej przez gardzących biedakami rodziców. Mijają lata. Karan (Bobby Deol) rozpuszczony bogactwem, pełen wrogiego żalu do rodziców wyrasta na playboya, zabawiającego się co tydzień z inną dziewczyną. Raj (Akshay Kumar) nadal wybawia go z każdej trudnej sytuacji. Przyjaciel odwzajemnia mu się, pomagając wyrazić w końcu to, co Raj czuje od dziecka do Anjali (Kareena Kapoor). W jego imieniu oświadcza się o jej rękę, załatwia mu pracę u swojego ojca, aby mógł utrzymać zakładaną rodzinę. W tym samym czasie sam w końcu spotyka dziewczynę, której nie chce już zbyć „miłością” na jedną noc, dla której pragnąłby zrobić wszystko. Kajal (Lara Dutta) wystawia jego miłość na liczne próby, sama się w międzyczasie w nim zakochując. Przyjaciele planują ślub dwóch par, ale Bóg ma inne plany wobec ich życia. Ich przyjaźń zostanie wystawiona na ciężką próbę.

## Obsada
- Akshay Kumar – Raj
- Bobby Deol – Karan
- Kareena Kapoor – Anjali
- Lara Dutta – Kajal
- Juhi Chawla – Aditi, lekarka
- Kiran Kumar – pan Thapar, ojciec Karana
- Lillete Dubey – pani Thapar, matka Karana
- Karishma Tanna – Nandini Thapar, siostra Karana
- Shakti Kapoor

## Muzyka i piosenki
Muzykę do filmu skomponował duet Nadeem-Shravan, nagrodzony za Deewana, Raja Hindustani, Pardes i Raaz. Muzycy ci są też autorami muzyki do Więzy miłości i Andaaz.
- Yeh Dosti
- Dulhani
- Aisa Koi Zindagi Mein
- Let's Boogie Woogie
- Ishq Na Ishq Ho
- Aur Tum Aaye
- Yaar Di Shaadi